# Coperta isotermica

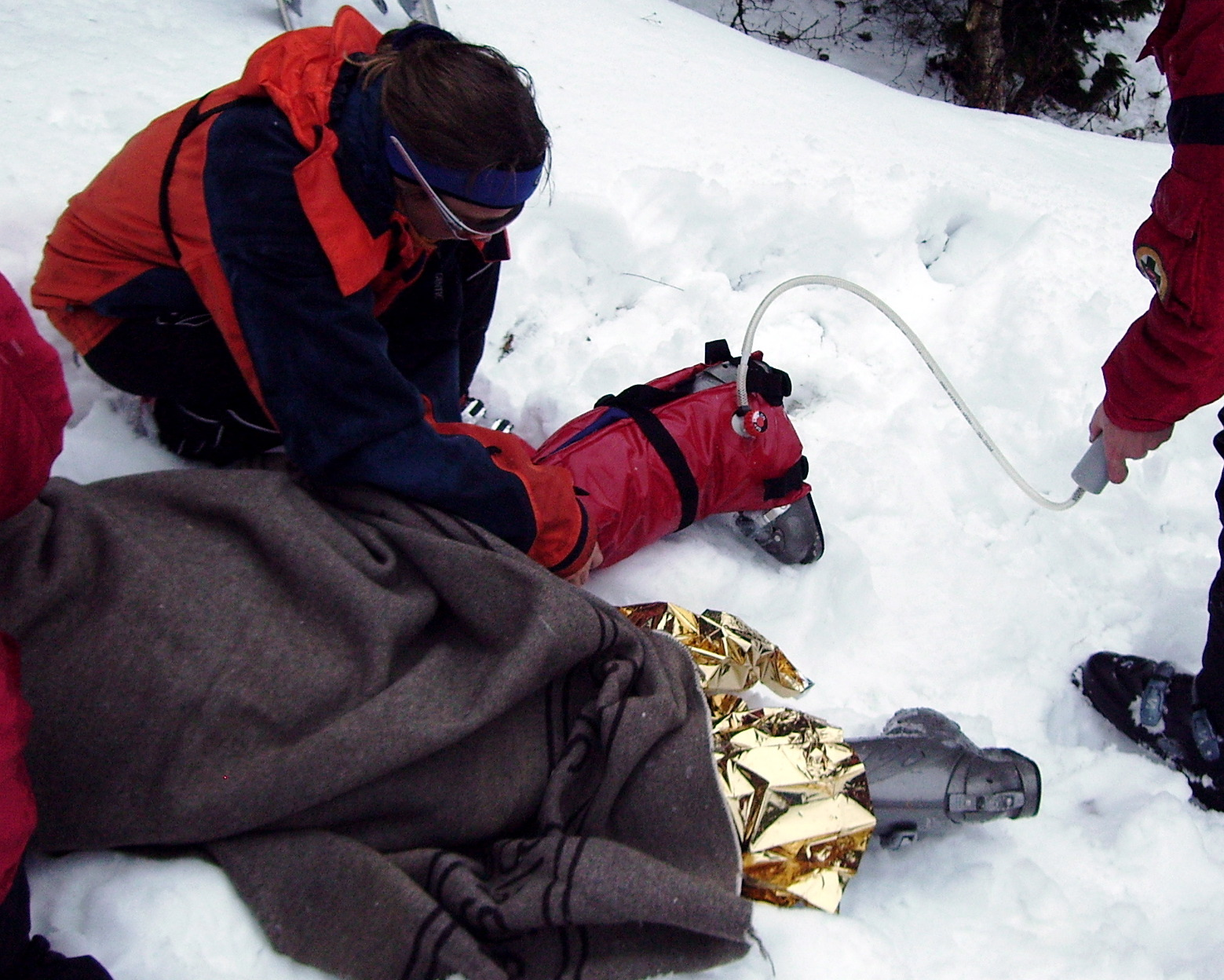
Operazione di soccorso alpino: si nota la faccia dorata della coperta isotermica

La coperta isotermica (detta anche telino isotermico o metallina) è un presidio medicale utilizzato per contribuire alla stabilizzazione termica dei pazienti, sia per mantenere il calore in caso di ipotermia che per rifletterlo in caso dei colpi di calore.
Il telo viene usato per coprire il paziente ed utilizzato quasi sempre in caso di incidenti stradali, traumi, ustioni, ipotermie e colpi di calore. Ha uno spessore simile a quello della carta stagnola in alluminio, ma è facile da stendere sul paziente, visto che non tende a creare increspature. La coperta è formata da due strati, uno argentato ed uno dorato: la superficie dorata si lascia attraversare facilmente da calore e raggi solari, mentre quella argentata tende a rifletterli.

## Utilizzo
In caso di trauma, ustione o ipotermia si rivolge la faccia di colore argento verso il paziente, in modo che la coperta abbia la funzione di mantenere all'interno il calore corporeo.

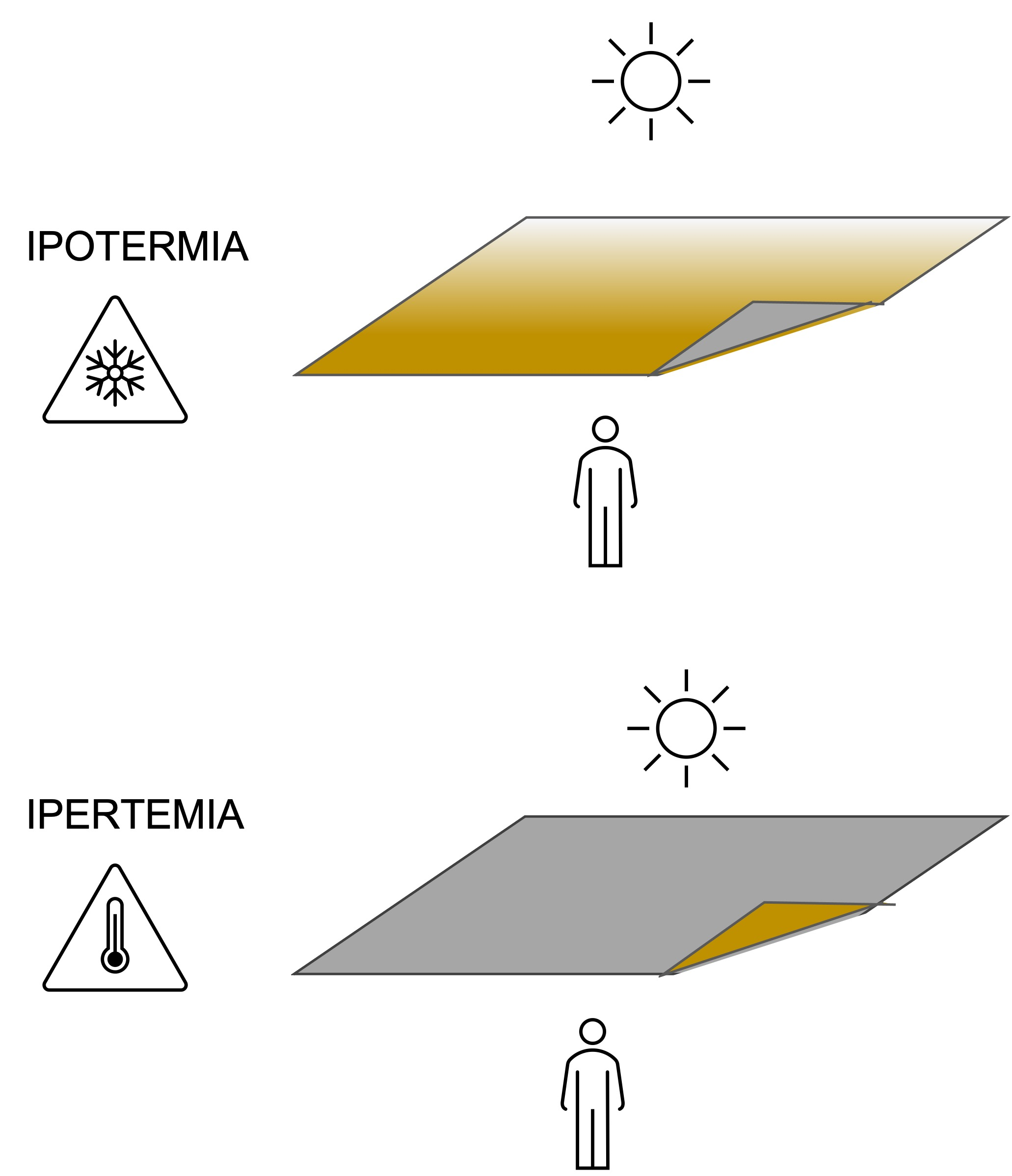
La copertina termica ha due lati di utilizzo. In caso di ipotermia il lato "silver" deve essere rivolto verso l'utilizzatore, invece nel caso di ipertermia il lato "silver" deve essere esposto verso l'esterno in modo da riflettere tutti i raggi solari.

In caso di colpo di calore si lascia invece la faccia di colore argento esternamente rispetto al paziente, in modo che la faccia dorata interna abbia la funzione di facilitare la dispersione del calore corporeo e quella argentata di evitare che quello proveniente dall'esterno, soprattutto sotto forma di raggi solari, possa raggiungere la cute.
In un ambiente caldo, può essere usata per fornire ombra o protezione contro il calore irradiato, ma usarla per avvolgere una persona sarebbe controproducente, perché il calore corporeo verrebbe intrappolato dalla pellicola ermetica. Questo effetto supererebbe qualsiasi beneficio ottenuto dalla riflessione del calore verso l'esterno. Indossare una coperta isotermica dopo aver fatto esercizio fisico in condizioni calde e umide comporta una velocità di raffreddamento significativamente più lenta.
Sono anche note come "coperte di emergenza" o "coperte di sopravvivenza", impermeabili al vento (windproof) e all'acqua (waterproof), e resistenti all'escursione termica di inverno e estate. 
Per la loro caratteristiche tecniche di leggerezza, durata nel tempo e prezzo contenuto (realizzate in materiali plastici come il polietilene tereftalato, polietilene, ecc.), trovano impiego per i senzatetto, nei kit di sopravvivenza per escursionismo in montagna e campeggio, per la ricerca e soccorso di persone disperse oppure in situazioni di disastro naturale.

## Caratteristiche tecniche
Per svolgere correttamente le due funzioni di prevenzione da ipotermia (abbassamento della temperatura corporea - lato silver rivolto verso l'interno) o da ipertemia (innalzamento della temperatura corporea - lato silver rivolto verso l'esterno) la coperta isotermica è realizzata in 3 materiali/strati con una costruzione a "Sandwich". 

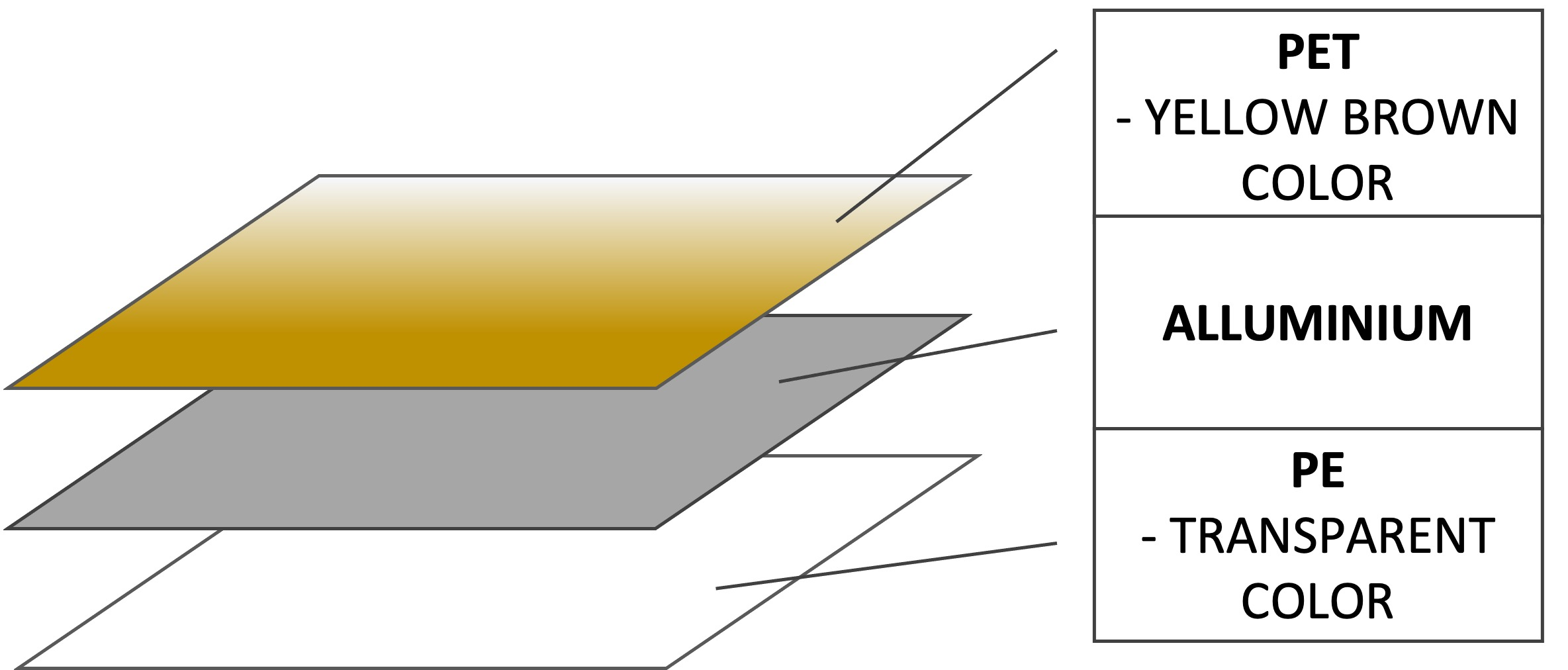
La copertina termica seppure sottilissima è formata da 3 strati.

Tale costruzione si rende necessaria al fine di isolare lo stato conduttivo termico/elettrico realizzato in alluminio depositato in CVD (Chemical Vapour Deposition). Se non lo si facesse da entrambi i lati l'alluminio diventerebbe conduttore termico e quindi renderebbe inefficace la protezione da raffreddamento perché incrementerebbe la velocità di dispersione di calore per conduzione quando a contatto con la pelle oppure da surriscaldamento perché l'alluminio per conduzione porterebbe all'interno il calore generato dai raggi solari.
In sostanza abbiamo i seguenti strati:
1. PET (polietilene tereftalato) solitamente di colore giallo trasparente con caratteristiche di trasparenza agli infrarossi che una volta accoppiato allo strato di alluminio assume le sembianze metalliche di colore "oro";
2. Alluminio in forma di coating depositato sul lato non a contatto dello strato di PE, in modo da evitare la conduzione termica e quindi la dispersione di calore, permettendo la riflessione massima degli infrarossi (prossima al 100%);
3. PE (polietilene) trasparente con caratteristiche di maggiore trasparenza all'emissione degli infrarossi emessi dal corpo umano;

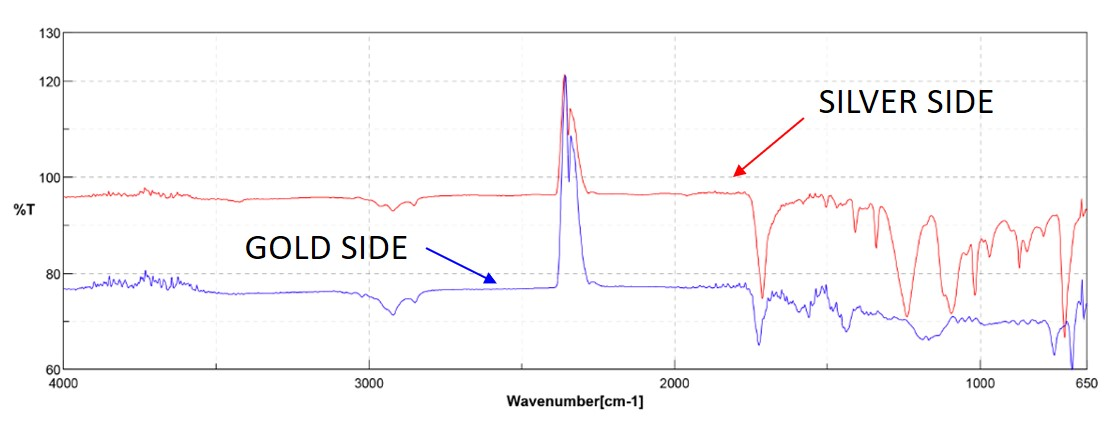
Infrared spectroscopy emergency blanket